# Antodynerus lesnei
Antodynerus lesnei är en stekelart som först beskrevs av Giordani Soika 1935.  Antodynerus lesnei ingår i släktet Antodynerus och familjen Eumenidae. Utöver nominatformen finns också underarten A. l. warmbadensis.